# Anne Van Asbroeck
Anne Van Asbroeck (Elsene, 1 januari 1957) is een voormalige Belgische politica voor de sp.a.

## Levensloop
Van Asbroeck werd in 1978 licentiaat tolk aan het IESLC in Brussel en in 1987 licentiaat in de rechten aan de VUB. Ze vervulde tussen 1978 en 1989 tolkenopdrachten in binnen- en buitenland en werd werkzaam bij het ABVV. Van 1989 tot 1995 was ze eerste revisor van de Brusselse Hoofdstedelijke Raad.
Via het ABVV verzeilde Van Asbroeck in de SP. In juni 1995 werd ze voor deze partij minister van Brusselse Aangelegenheden en Gelijke Kansenbeleid in de Vlaamse regering-Van den Brande IV. In september 1997 werd ze echter volgens afspraak vervangen door Brigitte Grouwels van de CVP. Toen Anne Van Asbroeck in 1996 zwanger werd, was zij de eerste zwangere minister ooit in België.
In februari 1999 werd Van Asbroeck in opvolging van Michiel Vandenbussche lid van de Brusselse Hoofdstedelijke Raad. Via haar mandaat in de Brusselse Hoofdstedelijke Raad legde ze op 2 maart 1999 als een van de zes leden van de Nederlandse taalgroep van de Brusselse assemblee de eed af in het Vlaams Parlement. Ze bleef lid van de Brusselse Hoofdstedelijke Raad en Vlaams volksvertegenwoordiger tot aan de verkiezingen van juni 1999. Van december 2001 tot mei 2003 werkte ze als vertaalster op het kabinet van Brussels staatssecretaris Robert Delathouwer.
Na de federale verkiezingen van mei 2003 werd er wat geschoven bij de mandatarissen van Agalev vanwege de erg slechte verkiezingsuitslag. Anne Van Asbroeck verving op 6 juni 2003 Adelheid Byttebier, die Vlaams minister werd, als lid van de Brussels Hoofdstedelijke Raad. Via dit mandaat legde ze na het ontslag van Rufin Grijp op 11 juni 2003 opnieuw de eed af in het Vlaams Parlement als een van de zes leden van de Nederlandse taalgroep van de Brusselse assemblee. De SP en Agalev vormden toen in de Brusselse Hoofdstedelijk Raad een gezamenlijke fractie, de SP!AGA-fractie genaamd.
Medio november 2003 nam ze ontslag als lid van de Brussels Hoofdstedelijke Raad, en bijgevolg ook als Vlaams volksvertegenwoordiger, om directeur te worden van de Dienst Verslaggeving van het Brusselse Parlement. Ze werd in beide assemblees opgevolgd door Yamila Idrissi. In december 2017 ging ze met pensioen.
Ze was OCMW-raadslid en tot 2006 gemeenteraadslid in Oudergem, waar ze ook voorzitter van de lokale sp.a-afdeling werd. Ze steunde vanop een 19e plaats de gemeenschappelijke lijst 'Samen', waarop leden van haar eigen partij, onafhankelijken, CD&V'ers en Open Vld'ers voor de lokale verkiezingen van 2012 kandideerden. Sinds 2013 is Van Asbroeck voorzitter van het Gemeenschapscentrum Den Dam, het Nederlandstalige cultureel centrum in Oudergem.